# Tafner Vidor
Tafner Vidor, teljes nevén Tafner Vidor Imre Mór (Bátaszék, 1881. november 2. – Budapest, Terézváros, 1966. október 11.) zoológus, ötvös.

## Élete
Tafner Simon és Tiringer Mária fiaként született. A Kolozsvári Magyar Királyi Ferenc József Tudományegyetemen szerzett doktori diplomát 1905-ben, később ugyanott dolgozott tanársegédként. Rovarokkal és atkákkal foglalkozott. 1906-tól Besztercebányára ment tanítani, itt kísérleteket végzett egy új üvegfajta előállítására. Az első világháborút követően Székesfehérvárra költözött, nyugalmazása után ötvösmesterséggel foglalkozott. 1927-től kerámiaműhelyt vezetett, melynek megszűntével, 1936-ban újból az ötvösmesterséggel kezdett foglalkozni. 1964-ben Budapestre költözött. Kísérletezett zománcokkal, készített kalapált réztárgyakat, s emellett üvegkísérleteket is végzett. Ékszereit filigrán technikával készítette, legnagyobb szabású munkája a sümegi ezüst cibórium. A székesfehérvári Csók István Képtár 1965-ben gyűjteményes kiállítást rendezett műveiből. Mesterei voltak: Kiss Ferenc, Csajka István, Hepka Károly, Hibján Samu.
1907. december 28-án Baján, a Belvárosi templomban házasságot kötött Ullmann Ilona Anna Máriával, akitől később elvált. Második felesége Lábos Ottília volt, akit 1926. február 9-én Budapesten, a Ferencvárosban vett nőül.

## Főbb munkái
- Összenövesztett pillangók (németül is, Budapest, 1901)
- A Rhynolophusok tapintó készülékéről (Kolozsvár, 1904)
- Az atkafélék (Temesvár, 1904)
- Az atkafélék földrajzi elterjedése (Budapest, 1905)